# Laine Mets
Laine Mets (* 22. Dezember 1921 als Laine Kallak in Annikvere; † 28. April 2007 in Tallinn) war eine estnische Pianistin und Musikpädagogin.
Laine Kallak besuchte bis 1944 das Konservatorium in Tallinn, wo sie Klavier bei Erika Franz studierte. Von 1945 bis 1948 war sie Schülerin von Nadeschda Golubowskaja (1891–1975) am Leningrader Konservatorium. Von 1948 bis 1950 nahm sie Unterricht bei Anna Klas, danach absolvierte sie bis 1954 ein Dissertationsstudium am Gnessin-Institut Moskau bei Theodor Gutmann (1905–1995).
Ab 1974 unterrichtete Mets Klavier am Konservatorium von Tallinn, wo sie ab 1981 eine Professur innehatte und 1994 emeritiert wurde. Als Konzertpianistin debütierte sie 1948 und trat seitdem regelmäßig auf, wobei ihr Repertoire von François Couperin, Domenico Scarlatti und Johann Sebastian Bach bis zu Béla Bartók und Olivier Messiaen reichte. Ihr besonderes Interesse galt estnischen Komponisten wie Rudolf Tobias, Artur Lemba, Heino Eller, Ester Mägi und Eduard Tubin.

## Privates
Ihre Schwester Virve Lippus (1926–1990) war ebenfalls Pianistin und Professorin, auch Laine Mets’ Sohn Rein Mets (1957–2003) war Pianist.